# Hans Svane
Hans Svane (eller Svaning), född 27 mars 1606, död 26 juli 1668, var en dansk biskop. Han var dotterson till historikern Hans Svaning.
Svane blev student 1626 och studerade 1628–35 vid utlandets förnämsta universitet i synnerhet österländska språk. Efter sin hemkomst blev han 1635 professor i hebreiska och 1646 i teologi samt 1655 biskop på Själland. Som teolog gjorde han sig känd endast genom sin utförliga kommentar till profeten Daniel (två folioband, 1654–66). 
Däremot blev han namnkunnig genom sin verksamhet på riksdagen i Köpenhamn 1660 som prästeståndets ledare och som en av huvudmännen för enväldets införande. Till belöning fick han titeln ärkebiskop och flera stora gods till skänks samt blev medlem av statskollegiet och Højesteret samt universitetskonsistoriets president. Hans önskan att återupprätta biskoparnas forna makt gick däremot om intet.
Svane var utomordentligt vältalig och hade en särskild förmåga att gripa det rätta ögonblicket; men han ansågs även fåfäng, härsklysten och hämndgirig, låg ständigt i strid med universitetets övriga professorer och lär som biskop ha varit illa omtyckt av prästerna för sitt myndiga uppträdande.